# Erkan Baş
Erkan Baş (Berlino, 14 luglio 1979) è un politico turco.
Diventato presidente del Partito Comunista di Turchia all'inizio del 2009, guida nel 2014 una scissione fondando il Partito Comunista Popolare di Turchia, trasformatosi nel 2017 nel Partito dei Lavoratori di Turchia, del quale è oggi presidente.

## Biografia
Erkan Baş ha conseguito una laurea, presso l'università di Istanbul, in letteratura. Ha lavorato presso la stessa università e presso l'università di Yildiz, fino a quando il rapporto di lavoro è stato rescisso a causa delle proteste, promosse da Baş, contro la privatizzazione del servizio di mensa universitaria.

### Attività politica
Nel 2008, Erkan Baş prese parte a una manifestazione universitaria svoltasi ad Ankara, per protestare contro la possibilità di indossare lo Hijab nelle università.
Nel febbraio 2009 si riunì il 9º Congresso del Partito Comunista di Turchia. In quell'occasione, Erkan Baş fu eletto presidente e prese il posto che era stato di Aydemir Güler.
A seguito di una serie di divergenze, i membri del TKP si riunirono nel 2014 in due congressi separati e scelsero la via della scissione. Le due fazioni acconsentirono a non utilizzare il nome e la sigla del TKP, legati al partito comunista turco fondato negli anni Venti e alla sua eredità politica. I due nuovi partiti vennero così battezzati come Partito Comunista del Popolo di Turchia (Halkın Türkiye Komünist Partisi, HTKP) e Partito Comunista (Komünist Parti, KP). Baş, insieme a Metin Çulhaoğlu e Kurtuluş Kılçer, fu tra i fondatori del HTKP. Il 19 ottobre dello stesso anno, il partito prese parte alla fondazione del Movimento Unito di Giugno (Birleşik Haziran Hareketi, BHH), una piattaforma politica costituitasi all'indomani delle proteste del 2013, sotto il cui ombrello vennero a ritrovarsi numerose organizzazioni non governative e sigle politiche della frammentata sinistra turca.
Nel novembre 2017, Baş rifondò il Partito dei Lavoratori di Turchia (Türkiye İşçi Partisi, TİP), di cui divenne il presidente. Il partito prese il nome e riprese l'eredità dell'omonimo partito socialista storico turco, fondato nei primi anni 1960 e chiuso dalle autorità dopo il colpo di Stato del 1971.
Baş annunciò ufficialmente nel maggio 2018 la sua candidatura alle elezioni di giugno nelle liste del Partito Democratico dei Popoli, di sinistra e filo-curdo. Venne eletto nel primo collegio di Istanbul. Già a pochi mesi dalle elezioni si diffusero tuttavia speculazioni sul fatto che avrebbe lasciato il partito, insieme all'attore Barış Atay, per tornare al TİP. I due parlamentari confermarono la decisione in ottobre, dando le dimissioni in una conferenza stampa tenuta insieme ai due co-leader del HDP, Pervin Buldan e Sezai Temelli. Il Partito dei Lavoratori tornò così ad avere un posto nell'aula del parlamento dopo una lunga assenza. La decisione si attirò tuttavia le critiche di Selahattin Demirtaş, già co-leader del HDP. La Turchia, scrisse dal carcere dove era rinchiuso, non aveva bisogno di un altro partito d'opposizione, ma piuttosto che le forze contrarie al governo rimanessero unite.

## Opere
- Erkan Baş, Yaşamak İçin Sosyalizm, Istanbul, İleri Kitaplığı, 2021, ISBN 978-605-82779-9-1